# (119067) 2001 KP76
(119067)  2001 KP76 est un objet transneptunien en résonance 4:7 avec Neptune.

## Caractéristiques
(119067)  2001 KP76 mesure environ 153 km de diamètre.

## Orbite
L'orbite de 2001 KP76 possède un demi-grand axe de 43,485 ua et une période orbitale d'environ 287 ans. Son périhélie l'amène à 35,184 ua du Soleil et son aphélie l'en éloigne de 51,786 ua. Il possède une résonance 4:7 avec Neptune.

## Découverte
(119067)  2001 KP76 a été découvert le 23 mai 2001. Une lune nommée S/2008 (119067) 1 a un diamètre d'environ 146 km.